# Veiterä
Veiterä är en idrottsförening i Villmanstrand i Finland som har blivit finländska herrmästare i bandy sex gånger (1951, 1955, 1957, 1980, 2017, 2018) och för damer en gång (2012). Föreningen bildades 1950.

### Fotnoter
1. ↑  Hannes Ryding (25 oktober 2014). ”Inför Örebro - Veiterä”. Svenska fans. http://www.svenskafans.com/bandy/infor-orebro-veitera-518314.aspx. Läst 17 oktober 2016.